# Aeolothrips brevicauda
Aeolothrips brevicauda är en insektsart som beskrevs av Ian A. Hood 1935. Aeolothrips brevicauda ingår i släktet Aeolothrips och familjen rovtripsar. Inga underarter finns listade i Catalogue of Life.